# رون بولنك
شركة رون بولنك (بالفرنسية: Rhône-Poulenc) كانت مجموعة شركات صناعة دوائية وكيميائية فرنسية تأسست عام 1928.
اندمجت عام 1999 مع شركة هوكست الألمانية وروسل أوكلاف الفرنسية وشركة رورر وماريون ميريل داو الأمريكيتين وفايزونز البريطانية لتأسيس شركة أفنتس والتي اندمجت لاحقا ضمن سانوفي.
في عام 2015، فإن القسم الصيدلاني من شركة رون بولنك جزء من شركة سانوفي أما القسم المختص بالكيمياء فهو جزء من سولفاي وباير.

## التاريخ
تأسست الشركة عام 1928 من اندماج جمعية رون للمعامل الكيميائية [الفرنسية] ومؤسسات الأخوة بولنك [الفرنسية].
في عام 1950 صنعت الشركة كلوربرومازين، والذي باعته لاحقا إلى سميث كلاين وفرينتش (حاليا جزء من غلاكسو سميث كلاين) وسوقته تحت اسم ثورازين (Thorazine).
اندمجت عام 1990 مع رورر. وفي عام 1999 اندمجت مع شركة هوكست لتأسيس أفنتس.
علما أنه في عام 1997، اشترت سولفاي شركة روديا، وهي القسم المختص بالكيمياء.